# Ejército de la República de Armenia
El Ejército de la República de Armenia (en armenio: Հայկական բանակ) es la fuerza armada más numerosa y más equipada de las Fuerzas Armadas de Armenia, el ejército es el responsable de la planificación y ejecución de todas las operaciones terrestres del país. Se estableció el 28 de enero de 1992, muy poco tiempo después de que la república declarara su independencia de la Unión Soviética. El primer jefe del recientemente creado ejército fue el teniente general Norat Ter-Grigoryants, que previamente se había desempeñado como jefe adjunto del Estado Mayor de las extintas Fuerzas Terrestres Soviéticas.
Desde el final de la guerra de Nagorno-Karabaj, Armenia ha destinado muchos elementos de su ejército para ayudar a reforzar la defensa y resguardar la soberanía de la República de Nagorno-Karabaj ante una posible reanudación de las hostilidades de parte de Azerbaiyán. Jane's World Armies informa que tanto reclutas como oficiales de Armenia son enviados rutinariamente a prestar servicio a Nagorno-Karabaj y suelen ser destinados a la primera línea del frente, a distancia de tiro de las fuerzas azeríes.

## Historia
La historia del Ejército Armenio se puede subdividir en tres etapas de desarrollo. La primera de ellas cabe situarla hacia febrero de 1988, cuando estalla el conflicto de Nagorno-Karabaj, dando origen a la formación de milicias armenias destinadas a combatir a las fuerzas de Azerbaiyán desplegadas en Nagorno-Karabaj. La segunda fase del desarrollo del ejército comenzó en 1992, unos meses después de que Armenia declarase su independencia de la Unión Soviética. Ter-Grigoryants y funcionarios civiles del Ministerio de Defensa armenio, incluyendo Vazgen Manukyan y Vazgen Sargsyan, trataron de formar una "fuerza pequeña, bien equilibrada y lista para el despliegue y combate". La tercera fase empezó después de terminar la guerra en 1994 y continúa hasta hoy con la modernización y ampliación de sus cuadros.
La mayoría de los oficiales de Estado Mayor del Ejército Armenio han sido miembros del antiguo ejército soviético. Se estima que unos 5000 armenios ostentaban cargos de alto nivel en las fuerzas armadas al momento de la caída de la Unión Soviética. Casi inmediatamente después de su independencia, Armenia se vio envuelta en la guerra de Nagorno-Karabaj con Azerbaiyán. La primera intención fue establecer una fuerza de 30 000 hombres. Sin embargo, a principios de 1994 el número de militares en servicio activo ascendía a más de 50 000 personas. Durante el conflicto bélico, las fuerzas armadas permanecieron en estado de alerta y las posiciones de defensa fueron fuertemente reforzadas en la Provincia de Syunik', que limita hacia el oeste con el enclave azerbaiyano de Najicheván. Un bombardeo dirigido desde la citada región azerí dio lugar a enfrentamientos entre las dos partes, incluyendo la incursión de fuerzas armenias en varias aldeas de Najicheván.
Tras el cese de las hostilidades entre Armenia y Azerbaiyán en 1994, el Ejército Armenio ha tomado un papel activo para garantizar la defensa de la República de Nagorno-Karabaj junto con el Ejército de Defensa de Nagorno-Karabaj.

## Despliegue internacional
El Ejército Armenio ha colaborado en varias misiones internacionales con Occidente. El 12 de febrero de 2004, Armenia desplegó una sección compuesta por tres pelotones a Kosovo, sirviendo dentro de un batallón griego como fuerzas de mantenimiento de la paz. La unidad, conocida como las Fuerzas de Mantenimiento de la Paz de Armenia, tiene su sede en Camp "Regas Fereos" integrando la Fuerza de Tarea Multinacional Este y tiene la tarea de mantener los puestos de control vehicular, proporcionar seguridad a la base, pero también sirve como una rápida fuerza de reacción y control de multitudes y disturbios. En 2008, la unidad de la KFOR (Kosovo Forces) se amplió, añadiendo una segunda unidad y personal superior (con lo que el contingente de Armenia ascendió a unos 85 militares).
En el otoño de 2004, el gobierno armenio aprobó el envío de un contingente de 46 hombres del ejército formado por zapadores, ingenieros y médicos bajo mando polaco como parte de la Fuerza Multinacional Irak. El 10 de noviembre de 2006, el teniente mayor Georgy Nalbandian resultó herido tras la explosión de una mina en Irak, pero sobrevivió después de ser transportado a un hospital quirúrgico de Landstuhl, Alemania, cerca de la base aérea de Ramstein. El 6 de octubre de 2008, debido a la mejora de condiciones de seguridad, el contingente armenio finalizó su misión en territorio iraquí.
En julio de 2009, el ministro de Defensa armenio, Coronel General Seyran Ohanyan, anunció que para finales de ese año, Armenia enviaría un contingente militar para participar en la Fuerza Internacional de Asistencia a la Seguridad (ISAF) en la guerra de Afganistán. No dio detalles del tamaño que tendría la fuerza, pero informó que probablemente incluiría a expertos de municiones y oficiales de transmisiones. Un vocero del ministerio aclaró que la fuerza incluiría especialistas médicos y traductores. Ohanyan agregó que varios oficiales armenios que sirvieron en el ejército soviético durante la guerra soviética en Afganistán, también expresaron el deseo de volver a ese país sirviendo esta vez en el Ejército Armenio. En noviembre de 2009, un funcionario de la OTAN afirmó que un contingente de 30 soldados armenios se unirían a la ISAF en algún momento a principios de 2010. La cifra finalmente ascendió a 40 militares a principios de diciembre, cuando la Asamblea Nacional de Armenia decidió por abrumadora mayoría la aprobación del despliegue del contingente. Los soldados llegaron a Afganistán en febrero de 2010, donde sirven bajo mando alemán, y tienen la tarea de defender el aeropuerto regional en Kunduz. Actualmente hay 126 soldados armenios desplegados en Afganistán.
Junto con sus aliados estratégicos, Armenia ha enviado más de 1500 funcionarios para ser entrenados en Grecia y Rusia. El Ministerio de Defensa armenio fundó asimismo en 2004 una sociedad conjunta con la Guardia Nacional de Kansas a fin de intercambiar conocimientos y facilitar la cooperación en la seguridad nacional y asuntos civiles.

## Organización

### Cúpula militar
Se compone de los siguientes jefes:
- Coronel General Seyran Ohanyan - Ministro de Defensa
- Coronel General Yuri Khachaturov - Jefe del Estado Mayor e Inspector del ejército y asesor presidencial
- Coronel General Gurgen Daribaltayan - Asesor militar especial del presidente
- Coronel General Harut Kassabyan - Comandante de las Fuerzas de la Capital
- Teniente General Enriko Alexander Apriamov - Jefe Adjunto del Estado Mayor
- Teniente General Aghik Myurzabekyan
- Teniente General Arthur Aghabekyan
- Teniente General Gurgen Melkonyan
- Teniente General Roland Kereshyan

### Academias

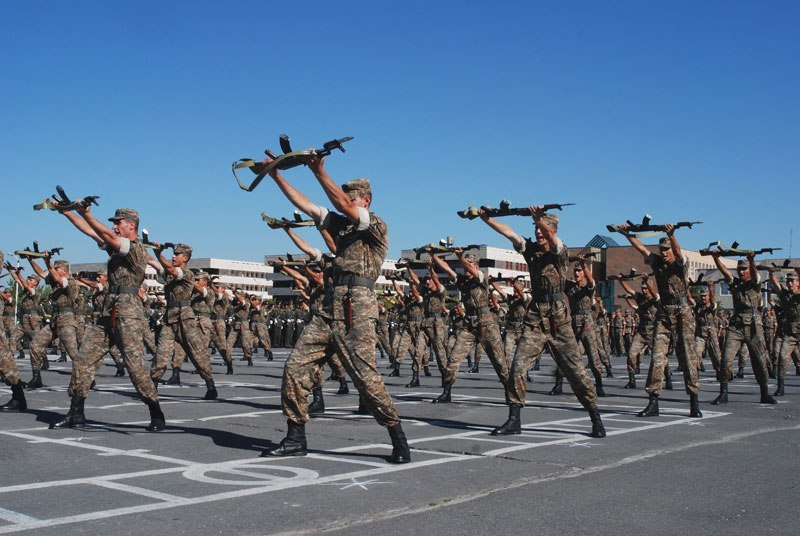
Cadetes armenios durante un entrenamiento en la Escuela Militar Vazgen Sargsyan.

- Academia Militar Monte Melkonian
- Academia Militar Vazgen Sargsyan

### Cuerpos de Ejército

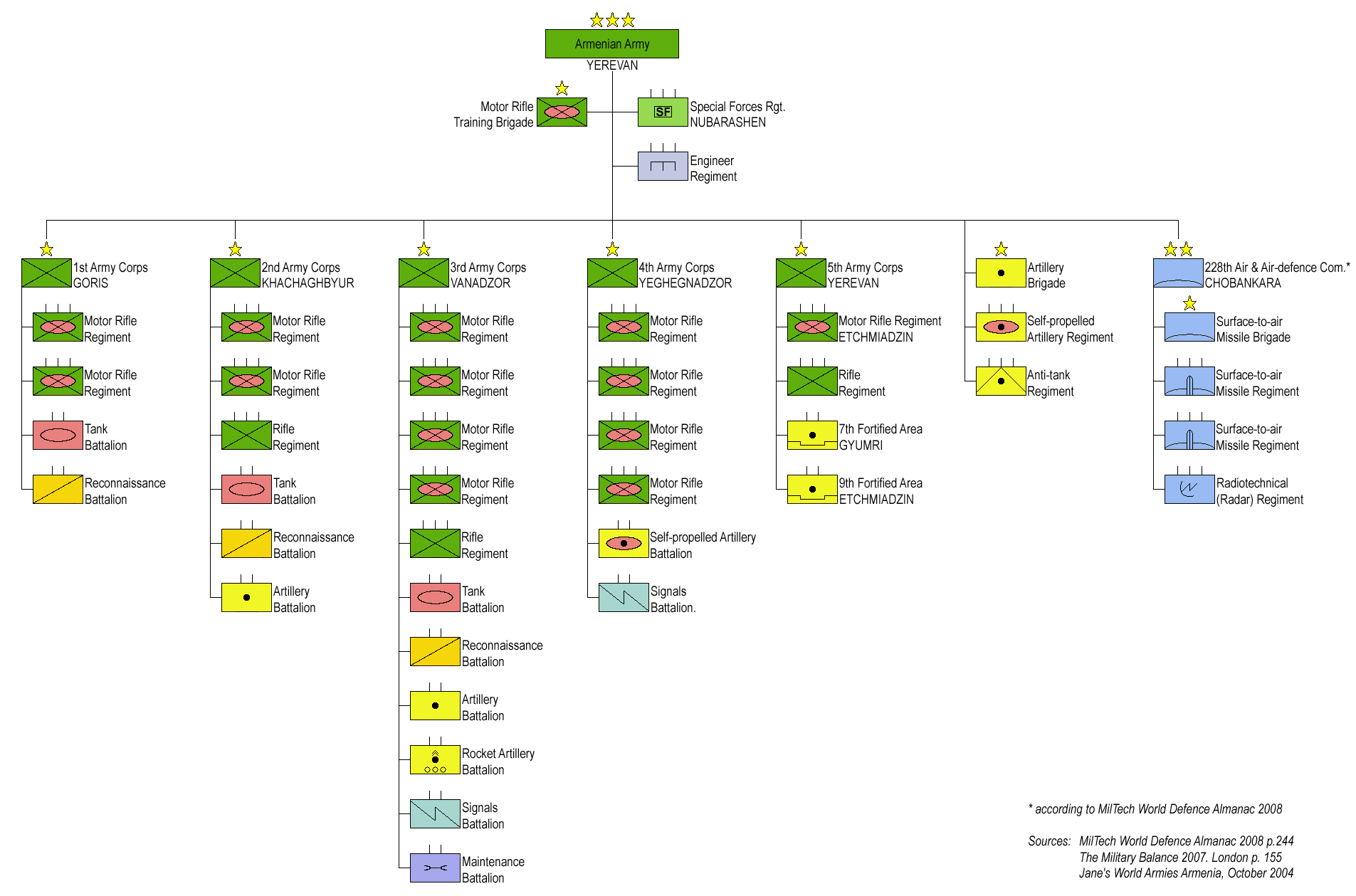
Estructura del Ejército Armenio

- I Cuerpo de Ejército: un batallón de tanques, un batallón de reconocimiento, dos regimientos de fusileros motorizados. Acuartelamiento: Goris.[5][19]
- II Cuerpo de Ejército: un batallón de tanques, un batallón de reconocimiento, un regimiento de fusileros, dos regimientos de fusileros motorizados, un batallón de artillería. Acuartelamiento: Khachaghbyur.
- III Cuerpo de Ejército: un regimiento de fusileros, un batallón de artillería, un batallón de tanques, un batallón de reconocimiento, un batallón de artillería de cohetes, cuatro regimientos de fusileros motorizados, un batallón de mantenimiento, un batallón de señales.
- V Cuerpo de Ejército: dos áreas fortificadas, un regimiento de fusileros motorizado, un regimiento de fusileros. Acuartelamiento: Vanadzor.
- IV Cuerpo de Ejército: cuatro regimientos de fusileros motorizados, un batallón de artillería autopropulsada, un batallón de transmisiones.
- V Cuerpo de Ejército: dos áreas fortificadas, un regimiento de fusileros motorizado, un regimiento de fusileros. Acuartelamiento: Yeghegnadzor.
- V Cuerpo de Ejército: dos áreas fortificadas, un regimiento de fusileros motorizado, un regimiento de fusileros. Acuartelamiento: Ereván.

- Tropas a nivel de ejército: Un comando conjunto de fuerzas de Ejército y Defensa Aérea (la revista Jane's World Armies afirma que esta unidad se localiza en Chobankara al mando del coronel Ararat Hambarian), una brigada de fusileros motorizada de entrenamiento, un regimiento de fuerzas especiales (la revista Jane's World Armies menciona un regimiento en Ereván, al mando del coronel Artur Simonian), una brigada de artillería, un regimiento de artillería autopropulsada, un regimiento antitanques, un regimiento de ingenieros con un centro de desminado, una brigada de misiles tierra-aire, dos regimientos de misiles tierra-aire, un regimiento radiotécnico (radar).[19]

Brinkster.net informó en 2004 que, según informes de prensa, el Ejército Armenio posee también las siguientes unidades: el 555° Regimiento de Fusileros motorizado, la 83.ª Brigada de Fusileros motorizada (Dasheksan), la 1.ª Brigada de Fusileros motorizada, la 7.ª Región Fortificada (Gyumri), la 9.ª Región Fortificada (Etchmiadzin), un regimiento de fusileros motorizado (Etchmiadzin), el 538° Regimiento de Fusileros motorizado (Ağdaban), un Regimiento de Fusileros motorizado (Şuşa), y el 545° Regimiento de Fusileros motorizado.

## Jerarquías

### Oficiales
| Presilla/charretera | Rango            |
| ------------------- | ---------------- |
|                     | Coronel general  |
|                     | Teniente general |
|                     | Mayor general    |
|                     | Coronel          |
|                     | Teniente coronel |
|                     | Mayor            |
|                     | Capitán          |
|                     | Teniente mayor   |
|                     | Teniente         |
|                     | Teniente segundo |

### Suboficiales
| Presilla/charretera | Rango                     |
| ------------------- | ------------------------- |
|                     | Aspirante a oficial mayor |
|                     | Aspirante a oficial       |
|                     | Sargento mayor            |
|                     | Sargento primero          |
|                     | Sargento                  |
|                     | Sargento segundo          |
|                     | Cabo                      |
|                     | Conscripto                |

## Material bélico
| Imagen                                          | Arma                           | Calibre           | Origen          | Notas |
| ----------------------------------------------- | ------------------------------ | ----------------- | --------------- | --- |
| Pistola                                         |                                |                   |                 | |
|                                                 | Makarov PM                     | 9 x 18 mm         | Unión Soviética | Pistola estándar |
| Rifles de Asalto, Rifles de Combate y Carabinas |                                |                   |                 | |
|                                                 | AK-74                          | 5.45×39 mm        | Unión Soviética | Fusil estándar |
|                                                 | AK-74M                         | 5.45×39 mm        | Unión Soviética | Empleado principalmente por las Fuerzas Especiales |
|                                                 | AKS-74U                        | 5.45×39 mm        | Unión Soviética | Empleado por fuerzas especiales, policía y vehículos blindados. Usualmente utilizado para combate urbano o de corta distancia y para operaciones antiterroristas |
|                                                 | Zastava M21                    | 5.56×45 mm        | Serbia          | Empleado por euerzas especiales. Usualmente utilizado para combate urbano o de corta distancia y para operaciones antiterroristas                                |
|                                                 | AKM                            | 7.62×39 mm        | Unión Soviética | Empleado por todas las ramas del Ejército. Utilizado para combate urbano o de corta distancia y para operaciones antiterroristas                                 |
|                                                 | AK-105                         | 5.45×39 mm        | Rusia           | Utilizado principalmente por guardias fronterizos y las fuerzas especiales                                                                                       |
| Rifles de francotirador                         |                                |                   |                 | |
|                                                 | Dragunov SVD                   | 7.62×54 mm        | Unión Soviética | Rifle de francotirador estándar |
|                                                 | Sv-98                          | .338 Lapua Magnum | Rusia           | Empleado por francotiradores y las fuerzas especiales |
|                                                 | Accuracy International AWM     | .338 Lapua Magnum | Reino Unido     | Empleado por francotiradores y las fuerzas especiales (posiblemente adquiridos de Grecia)                                                                        |
|                                                 | Zastava M93                    | 12.7×108 mm       | Serbia          | Rifle de francotirador antimaterial utilizado por francotiradores y fuerzas especiales                                                                           |
| Ametralladoras                                  |                                |                   |                 | |
|                                                 | RPK-74                         | 5.45×39 mm        | Unión Soviética | |
|                                                 | Ametralladora PK               | 7.62×54 mm        | Unión Soviética | |
|                                                 | DShK                           | 12.7×108 mm       | Unión Soviética | |
|                                                 | Ametralladora NSV              | 12.7×108 mm       | Unión Soviética | |
|                                                 | Ametralladora pesada Kord-12,7 | 12.7×108 mm       | Rusia           | |
| Lanzagranadas                                   |                                |                   |                 | |
|                                                 | AGS-17                         | Granada 30 x 29   | Unión Soviética | |
|                                                 | AGS-30                         | Granada 30 x 29   | Rusia           | |
| Sistemas anti-tanque                            |                                |                   |                 | |
|                                                 | RPG-7                          | 85 mm             | Unión Soviética | |
|                                                 | SPG-9                          | 73 mm             | Unión Soviética | |
| Misiles anti-tanque guiados                     |                                |                   |                 | |
|                                                 | 9M113 Konkurs                  | 135 mm            | Unión Soviética | |
|                                                 | 9K115-2 Metis-M                | 130 mm            | Rusia           | |
|                                                 | 9K114 Shturm                   | 130 mm            | Unión Soviética | |
|                                                 | 9K112 Kobra                    | 125 mm            | Unión Soviética | |
|                                                 | 9K111 Fagot                    | 120 mm            | Unión Soviética | |
| MANPADS                                         |                                |                   |                 | |
|                                                 | Strela 2                       | 72 mm             | Unión Soviética | |
|                                                 | Strela-3                       | 75 mm             | Unión Soviética | |
| Morteros                                        |                                |                   |                 | |
|                                                 | Soltam K6                      | 120 mm            | Israel          | |
|                                                 | 2B9 Vasilek                    | 120 mm            | Unión Soviética | |

### Vehículos
A menos que se indique lo contrario, estas cifras corresponden a los datos señalados por el Instituto Internacional de Estudios Estratégicos (IISS) en el perfil de Armenia en el año 2013.
| Nombre              | Origen              | Tipo                              | Declarados          | Fotografía          | Nota |                     |
| Vehículos blindados | Vehículos blindados | Vehículos blindados               | Vehículos blindados | Vehículos blindados | Vehículos blindados | Vehículos blindados |
| ------------------- | ------------------- | --------------------------------- | ------------------- | ------------------- | --- | ------------------- |
| T-80                | Unión Soviética     | Tanque de combate principal       | 20                  |                     | |                     |
| T-72                | Unión Soviética     | Tanque de combate principal       | 137                 |                     | 84 programados para ser actualizados y modernizados por Polonia como PT-72Us en el lapso de 2013-15                                                  |                     |
| T-55                | Unión Soviética     | Tanque de combate principal       | 8                   |                     | 3 T-54 y 5 T-55 |                     |
| BMP-2               | Unión Soviética     | Vehículo de combate de infantería | 55                  |                     | 50 unidades fueron adquiridas de Rusia en 2012 |                     |
| BMP-1               | Unión Soviética     | Vehículo de combate de infantería | 80                  |                     | |                     |
| BMP-1K              | Unión Soviética     | Vehículo de combate de infantería | 7                   |                     | Versión para comandos |                     |
| BRM-1K              | Unión Soviética     | Vehículo de combate de infantería | 12                  |                     | Versión para comandos |                     |
| BMD-1               | Unión Soviética     | Vehículo de combate de infantería | 5                   |                     | |                     |
| BRDM-2              | Unión Soviética     | Vehículo de reconocimiento        | 120                 |                     | |                     |
| BTR-80              | Unión Soviética     | Transporte blindado de personal   | 50                  |                     | |                     |
| BTR-70              | Unión Soviética     | Transporte blindado de personal   | 21                  |                     | |                     |
| BTR-60              | Unión Soviética     | Transporte blindado de personal   | 11                  |                     | |                     |
| BTR-152             | Unión Soviética     | Transporte blindado de personal   |                     |                     | |                     |
| MT-LB               | Unión Soviética     | Transporte blindado de personal   | 145                 |                     | Incluye las siguientes variantes: - Snar-10 Big Fred - Sistema de radar - 9P149 - lanzador ATGM - 9K35 Strela-10 - Vehicuclo montado con sistema SAM |                     |
| GAZ-2975            | Rusia               | Transporte blindado de personal   |                     |                     | |                     |

### Material antiaéreo
Inventario:
| S-300PM        | Unión Soviética | Misil superficie-aire         | N/D           |  |
| SA-4 Ganef     | Unión Soviética | Misil superficie-aire         | 30 declarados |  |
| 2K12 Kub       | Unión Soviética | Misil superficie-aire         | N/D           |  |
| S-75           | Unión Soviética | Misil superficie-aire         | N/D           |  |
| S-125          | Unión Soviética | Misil superficie-aire         | N/D           |  |
| 9K33 Osa       | Unión Soviética | Misil superficie-aire         | N/D           |  |
| ZSU-23-4       | Unión Soviética | Arma antiaérea autopropulsada | N/D           |  |
| ZU-23-2        | Unión Soviética | Arma antiaérea autopropulsada | N/D           |  |
| 57 mm AZP S-60 | Unión Soviética | Arma antiaérea autopropulsada | N/D           |  |

### Artillería
Inventario:
| 9K720 Iskander  | Rusia           | Misil balístico de alta precisión        | En proceso de adquisición                                    |  |
| SCUD-B          | Unión Soviética | Misil balístico                          | 8 lanzadores y 32 misiles declarados                         |  |
| OTR-21 Tochka   | Unión Soviética | Misil balístico                          | Al menos 8 lanzadores y una cantidad no declarada de misiles |  |
| BM-30 Smerch    | Unión Soviética | Lanzacohetes múltiple                    | N/D                                                          |  |
| BM-21 GRAD      | Unión Soviética | Lanzacohetes múltiple                    | 47 declarados                                                |  |
| 9А51 "Prima"    | Unión Soviética | Lanzacohetes múltiple                    | N/D                                                          |  |
| WM-80 MRL       | China           | Lanzacohetes múltiple                    | Entre 4 y 8 vehículos                                        |  |
| AR1A 300 mm     | China           | Lanzacohetes múltiple (similar al BM-30) | N/D                                                          |  |
| 2S3 Akatsiya    | Unión Soviética | Artillería autopropulsada                | 28 declarados                                                |  |
| 2S1 Gvozdika    | Unión Soviética | Artillería autopropulsada                | N/D                                                          |  |
| D-20            | Unión Soviética | Obús                                     | 34 declarados                                                |  |
| D-20            | Unión Soviética | Obús                                     | 90 declarados                                                |  |
| 2A36 Giatsint-B | Unión Soviética | Cañón de campaña                         | 26 declarados                                                |  |
| T-12            | Unión Soviética | Arma antitanque                          | 36 declarados                                                |  |

### Sistemas de radares
Inventario:
| Radar P-12 | Unión Soviética | Radar VHF                | N/D |  |
| Radar P-15 | Unión Soviética | Radar UHF                | N/D |  |
| Radar P-40 | Unión Soviética | Radar UHF tridimensional | N/D |  |